# Fabián Guevara
Fabián Rodrigo Guevara Arredondo (Santiago de Chile, 22 de junio de 1968) es un exfutbolista chileno que jugaba de lateral izquierdo.

## Trayectoria
Inició su carrera deportiva en Palestino en 1986, club al que defendió por cinco temporadas. En 1992 fue traspasado a Universidad de Chile, club con el que se coronó campeón en la temporada 1994. Fue fichado por el Monterrey de México y en 1996 vuelve a Chile pero a jugar en Colo-Colo, archirrival de Universidad de Chile, lo que generó molestias en Los de Abajo (hinchada universitaria).
Con el conjunto del cacique ganó el título nacional de 1996, pero en 1997 dio positivo a un control de dopaje al encontrarse residuos de cocaína en su sistema, siendo suspendido por 3 meses.  En 1998 firma por Deportes Concepción, club en donde terminó su carrera debido a una rebelde lesión, además de dedicarse a tiempo completo a la enfermedad de uno de sus hijos.
Tras el retiro, se desempeñó como entrenador en las divisiones inferiores de Cobresal, como también a trabajos en el sector minero.

## Selección nacional
Fue internacional por Chile en 20 partidos, marcando un gol. Además defendió a "La Roja" en la Copa América 1993 y 1995.

### Participaciones en Copa América
| Copa              | Sede    | Resultado      | Partidos | Goles |
| ----------------- | ------- | -------------- | -------- | ----- |
| Copa América 1993 | Ecuador | Fase de grupos | 1        | 0     |
| Copa América 1995 | Uruguay | Fase de grupos | 1        | 0     |

### Partidos internacionales
| 1     | 9 de abril de 1991       | Estadio Luis "Pirata" Fuente, Veracruz, México             | México         | 1-0 | Chile             |         |  | Arturo Salah      | Amistoso                           |
| 2     | 22 de mayo de 1991       | Estadio Lansdowne Road, Dublín, Irlanda                    | Irlanda        | 1-1 | Chile             |         |  | Arturo Salah      | Amistoso                           |
| 3     | 31 de marzo de 1993      | Estadio Carlos Dittborn, Arica, Chile                      | Chile          | 2-1 | Bolivia           |         |  | Arturo Salah      | Amistoso                           |
| 4     | 30 de mayo de 1993       | Estadio Nacional, Santiago, Chile                          | Chile          | 1-1 | Colombia          | Anotado |  | Arturo Salah      | Amistoso                           |
| 5     | 6 de junio de 1993       | Estadio Nemesio Camacho El Campín, Bogotá, Colombia        | Colombia       | 1-0 | Chile             |         |  | Arturo Salah      | Amistoso                           |
| 6     | 9 de junio de 1993       | Estadio Olímpico Atahualpa, Quito, Ecuador                 | Ecuador        | 1-2 | Chile             |         |  | Arturo Salah      | Amistoso                           |
| 7     | 13 de junio de 1993      | Estadio Hernando Siles, La Paz, Bolivia                    | Bolivia        | 1-3 | Chile             |         |  | Arturo Salah      | Amistoso                           |
| 8     | 24 de junio de 1993      | Estadio Alejandro Serrano Aguilar, Cuenca, Ecuador         | Brasil         | 2-3 | Chile             |         |  | Arturo Salah      | Copa América 1993                  |
| 9     | 8 de septiembre de 1993  | Estadio José Rico Pérez, Alicante, España                  | España         | 2-0 | Chile             |         |  | Nelson Acosta     | Amistoso                           |
| 10    | 26 de marzo de 1994      | Estadio Rey Fahd, Riad, Arabia Saudita                     | Arabia Saudita | 0-2 | Chile             |         |  | Mirko Jozić       | Amistoso                           |
| 11    | 29 de marzo de 1994      | Estadio Rey Fahd, Riad, Arabia Saudita                     | Arabia Saudita | 2-2 | Chile             |         |  | Mirko Jozić       | Amistoso                           |
| 12    | 18 de mayo de 1994       | Estadio Nacional, Santiago, Chile                          | Chile          | 3-3 | Argentina         |         |  | Mirko Jozić       | Amistoso                           |
| 13    | 21 de septiembre de 1994 | Estadio Nacional, Santiago, Chile                          | Chile          | 1-2 | Bolivia           |         |  | Mirko Jozić       | Amistoso                           |
| 14    | 29 de marzo de 1995      | Los Angeles Memorial Coliseum, Los Ángeles, Estados Unidos | México         | 1-2 | Chile             |         |  | Xabier Azkargorta | Amistoso                           |
| 15    | 25 de mayo de 1995       | Estadio de la Mancomunidad, Edmonton, Canadá               | Chile          | 2:1 | Irlanda del Norte |         |  | Xabier Azkargorta | Copa Canadá 1995                   |
| 16    | 28 de mayo de 1995       | Estadio de la Mancomunidad, Edmonton, Canadá               | Canadá         | 1:2 | Chile             |         |  | Xabier Azkargorta | Copa Canadá 1995                   |
| 17    | 16 de junio de 1995      | Estadio Regional, Antofagasta, Chile                       | Chile          | 3:1 | Nueva Zelanda     |         |  | Xabier Azkargorta | Copa Centenario del Fútbol Chileno |
| 18    | 19 de junio de 1995      | Estadio La Portada, La Serena, Chile                       | Chile          | 0:1 | Paraguay          |         |  | Xabier Azkargorta | Copa Centenario del Fútbol Chileno |
| 19    | 22 de junio de 1995      | Estadio Nacional, Santiago, Chile                          | Chile          | 0:0 | Turquía           |         |  | Xabier Azkargorta | Copa Centenario del Fútbol Chileno |
| 20    | 8 de julio de 1995       | Estadio Parque Artigas, Paysandú, Uruguay                  | Estados Unidos | 2-1 | Chile             | Anotado |  | Xabier Azkargorta | Copa América 1995                  |
| Total | Total                    | Total                                                      | Presencias     | 20  | Goles             | 1       |  |                   |                                    |

| Selección chilena | Selección chilena | Selección chilena |
| Año               | Partidos          | Goles             |
| ----------------- | ----------------- | ----------------- |
| 1991              | 2                 | 0                 |
| 1993              | 7                 | 1                 |
| 1994              | 4                 | 0                 |
| 1995              | 7                 | 0                 |
| Total             | 20                | 1                 |

## Clubes
| Club                           | País   | Año       |
| ------------------------------ | ------ | --------- |
| Palestino                      | Chile  | 1986-1991 |
| Universidad de Chile           | Chile  | 1992-1994 |
| Monterrey                      | México | 1995      |
| → Colo-Colo (cedido)           | Chile  | 1996-1997 |
| → Deportes Concepción (cedido) | Chile  | 1998      |

## Palmarés

### Campeonatos nacionales
| Título           | Club                 | País  | Año  |
| ---------------- | -------------------- | ----- | ---- |
| Primera División | Universidad de Chile | Chile | 1994 |
| Primera División | Colo-Colo            | Chile | 1996 |